# Smyrnium cordifolium
Smyrnium cordifolium är en flockblommig växtart som beskrevs av Pierre Edmond Boissier. Smyrnium cordifolium ingår i släktet vinglokor, och familjen flockblommiga växter. Inga underarter finns listade i Catalogue of Life.